# Syllabus (enseignement)
Pour les articles homonymes, voir syllabus.
Un syllabus (pl. syllabus ou syllabi), dans le domaine de la pédagogie, est le résumé du cours d'un enseignant. Il annonce le contenu du cours, avec son plan développé, mais aussi de multiples informations comme : le niveau prérequis, le déroulement et l'organisation pratique, le nombre de crédits représentés, les coordonnées de l'enseignant, ou les modalités d'évaluation.
À ce titre, il est à la fois un outil de réflexion préparatoire (en amont, pour l'enseignant et/ou l'organisme de formation) et un outil de communication (en aval, à destination des formés), résumant le contrat pédagogique auquel s'engage un enseignant à propos d'un cours qu'il donne. Il existe de nombreux programmes d'enseignement à l'école primaire - par différents auteurs, avec un accent sur la composante humanitaire ou mathématique, le développement de la pensée logique ou les capacités morales et esthétiques des enfants.

## Étymologie et usage
Le mot est tiré du latin ecclésiastique syllabus qui signifie « liste », (lui-même dérivé du grec « sullabos », altération de « silluba ou sittuba » : bande de parchemin ou titre ) ou encore « table des matières » principalement utilisé dans le monde anglo-saxon. Au Canada francophone, on utilise plus généralement le terme de « plan de cours ».  
En Belgique, alors que l'université de Liège utilise plutôt le terme d'« engagement de cours », celui de syllabus représente l'ensemble de notes de cours fournies par un professeur dans les cycles d'études supérieures ou universitaires.  
Le terme est ensuite consacré par l'usage  et se généralise dans l'ensemble de la francophonie. Bien qu'il ne fasse l'objet d'aucune définition normalisée, le mot devient d'usage courant à l'occasion du renouveau de l'ingénierie pédagogique initié par le Processus de Bologne et qui préconise l'harmonisation des diplômes de l'enseignement supérieur en Europe dans le cadre du «protocole LMD» qui s'est traduit en France par la Réforme Licence-Master-Doctorat.
En France, son usage semble ne pas être complètement généralisé : l'une des revendications d'une fédération de syndicats étudiants est la remise systématique d'un syllabus au début de chaque semestre. La FAGE demande qu’un syllabus soit fourni en chaque début de semestre et pour chaque matière.(...) « Cela indiquera très clairement à l’étudiant les attentes de l’enseignant, les méthodes d’évaluation, une bibliographie, les techniques d’enseignement utilisées, les techniques d’apprentissage conseillées, mais aussi tout simplement en termes de compétences les objectifs de l’apprentissage. Ainsi l’étudiant aura-t-il dès le début de l’enseignement tous les éléments lui permettant d’appréhender ses cours ».

## Enjeux
L'analyse et la portée du contenu des syllabus est un enjeu pédagogique, son contenu pouvant être un facteur de motivation pour les étudiants, alors que ceux-ci et les  enseignants n'accordent pas les mêmes valeurs aux termes et concepts qui y sont affichés. Il fait l'objet de larges analyses aux États-Unis.

### Problématiques soulevées
Selon Parkes et Harris (2002) — cités en 2009 par le « Centre d'enseignement de l'Excellence » de l'Université de l'Illinois — les pratiques relevées quant à l'utilisation des syllabus semblent se regrouper autour de deux voies d'approche : la première s'efforce d'éclaircir les motivations (un syllabus : Pourquoi ?). La seconde donne la priorité à la définition des contenus (un syllabus : Comment ?). La question de l'objectif devant conditionner la question du contenu à inclure.
Parkes et Harris inventorient les 3 objectifs majeurs que peuvent servir un Syllabus :
- Éclaircir les règles, soit l'utilisation du Syllabus comme contrat. À ce titre les objectifs sont : anticiper tout ce qui doit advenir durant l'exercice de formation (généralement le semestre) ; délimiter les responsabilités des étudiants et de l'instructeur ; définir les politiques et procédures qui seront appliquées.
- Éclaircir les droits et devoirs et l'information pertinente, avec un Syllabus source de références et d'informations suffisantes : contenu du cours (niveau, nombre et type de crédits visés) ; conditions d'accréditation, d'équivalence ou de transfert des crédits acquis ; liste de l'information utile pour l'évaluation (de l'instructeur, du cours ou du programme).
- Faire des étudiants des apprenants efficaces dans le cadre de la formation, avec un Syllabus comme outil d'apprentissage: informer les étudiants des conceptions de l'instructeur en matière d'enseignement, d'apprentissage et de contenu de l'enseignement ; conseiller sur la manière d'être et de faire pour apprendre efficacement ; mettre le cours en perspective (place dans le contexte de la formation ou du projet futur de l'enseigné).

### Populations-cibles visées
En 2002, au terme d'une revue de la littérature spécialisée et d'une analyse d'environ 200 syllabus de cours dans le cadre de 11 collèges d'une même université américaine, Parkes et Harris pointent les éléments présents dans les documents analysés. Mais montrent surtout qu'ils sont majoritairement rédigés selon une perspective propre à l'instructeur ou à l'institution, plutôt que selon celle des étudiants concernés. Leur conclusion est que le point de vue des utilisateurs (les étudiants) devrait être davantage à la base de la construction des syllabus avec notamment une meilleure prise en compte de leur vision des choses ainsi que de la hiérarchisation des éléments qu'ils s'attendent à y trouver. De plus, l'analyse de l'écart entre leurs attentes initiales et la réalité vécue (approché en principe par l'évaluation finale) devrait être une source d'inspiration nettement plus importante.

### Contrôle et évaluation des enseignements
En diffusant une information de qualité, le corps professoral minimise les risques d'incompréhension des étudiants. (Davis, 1993 ; Royse, 2001 ; Dominiowski, 2002). Symétriquement, Royse signale le fait que le syllabus autorise un contrôle de la progression des cours plus précis tout au long de la période programmée. Il est également noté que dans l'environnement des Collèges des années récentes, les syllabus ont permis de faire face à de nouvelles circonstances : ainsi les comportements « d'incivilité de nature académique » — bien que relativement marginaux — ont progressé, obligeant nombre d'institutions à se doter de meilleures dispositions pour la combattre.

## Contenu
Sa forme n'est pas figée, mais comporte a minima le contenu de l'enseignement, décliné en thèmes abordés et progression du cours, les objectifs poursuivis, et les modalités d'évaluation.

### Acception la plus simple: le plan de cours
Selon le CEFES (Centre d'études et de formation pour l'enseignement supérieur de l'Université de Montréal) : il s'agit « d'un document écrit, de quelques pages dans lequel on devrait trouver toute l'information utile relative à un cours et à son organisation pédagogique. (...) C'est un plan d'activités pédagogiques qui expose les intentions d'action du professeur (enseignement, apprentissage, évaluation) et définit la façon dont les activités pédagogiques du cours sont organisées dans l'espace et dans le temps.»

### Acception plus large: l'analyse de la situation d'enseignement
En amont de la production du document diffusé aux étudiants, c'est aussi chercher à connaitre et à définir  le plus possible le contexte général dans lequel va s'inscrire l'action de formation envisagée. À ce niveau, selon le CEFES  trois questions méritent d'être posées :
- Quelle est l'origine de l'introduction du cours dans le programme ?

Le cours et le programme dans lequel il s'insère ne sont pas le fruit du hasard. Ils résultent de décisions — en principe étudiées et motivées — prises pour combler un besoin de formation ou toute autre raison particulière. Le repérage de ces motifs sous-jacents permet à l'enseignant de mieux définir et faire correspondre son action à l'ensemble plus global que constitue un programme de formation (exigences du marché du travail, organismes d'accréditation, prise en compte d'innovations majeures ou rafraichissement de contenus devenus obsolètes…)
- Quel contexte de préparation est laissé à l'appréciation du formateur ?

Toute préparation nécessite un investissement en temps et en disponibilité : recherche d'information ou de contacts, mise à jour des connaissances nécessaires, mise au point de contenus (cours, exercices, manuels, guides, présentations…)  ou des évaluations (examens, grilles d'évaluation...), mobilisation de matériels, logiciels ou personnels particuliers, demandes de budgets, etc.
- Quelles conditions pratiques président l'action de formation ?

Ces conditions dépendent de la nature et du niveau de l'enseignement (obligatoire/ facultatif, fondamental/spécialisé, étudiants débutants ou de dernière année, formation initiale ou formation continue…), de la fréquence du cours et de la taille de l'effectif à superviser, du profil des formés (âge, genre, maturité et motivation, niveau de qualification, groupe déjà constitué ou non…)

### Le principe de l'alignement pédagogique
Selon Claude Magnan (2003) : « Si chacune des composantes du cours doit être la plus complète possible, les composantes du cours doivent être organisées de façon à former un ensemble logique et cohérent.» Les composantes devant être alignées peuvent ainsi s'énoncer de façon schématique :
- Quoi ? : les informations et les coordonnées, la description, les cibles, le contenu
- Pourquoi ? : Des cibles (et leur utilité), Des contenus (et leur utilité)
- Comment ? : Les activités pédagogiques, les activités d'évaluation, les ressources
- Quand ? : Le calendrier des événements et rencontres.

## Le Syllabus dans le débat pédagogique
Amaury Deale en 2009  s'interroge sur le rôle et la définition du syllabus pour montrer que son meilleur usage conduit de fait l'enseignant à se positionner à l'articulation d'un double questionnement : d'une part celui — assez classique — de la structuration des contenus et d'autre part celui — plus récent — concernant la définition des objectifs d'apprentissage. Soit deux thématiques distinctes mais fortement liées pour ne pas dire complémentaires.

### La structuration des contenus
Pour Amaury Daele, « la structuration des contenus est un réflexe universitaire assez typique depuis au moins 200 ans, lorsque Wilhelm von Humboldt, Ministre de l'Éducation prussien crée la première Université de Berlin et définit une façon de considérer la pédagogie à l'Université qui a encore une influence importante de nos jours. Pour lui, l'enseignement universitaire doit se distinguer (de la formation précédente) et être d'une autre nature. Le Maitre indispensable à la formation élémentaire, ne l'est plus au niveau universitaire.(...) Le professeur d'université n'est plus un maître, l'étudiant n'est plus un apprenant, mais quelqu'un qui recherche le savoir par lui-même, guidé et soutenu par le Professeur.»

Selon Daele, on perçoit dans ce passage que le sens de la formation universitaire — exposé par Humboldt — est guidé par la recherche, ses questions, ses organisations et surtout ses contenus : L'objectif premier n'est pas a priori de former à un métier, mais plutôt de  « baigner »  les étudiants dans un univers de recherches fondamentales, pas nécessairement en lien direct avec des professions.

### L'identification et la rédaction d'objectifs pédagogiques
Les objectifs pédagogiques (les «learning outcomes» en « langage du Processus de Bologne ») ne sont certes pas une préoccupation nouvelle dans l'enseignement (voir notamment la Taxonomie de Bloom définie en 1954). Cependant, la thématique peut constituer encore une étape à franchir pour nombre d'enseignants : « Plutôt que de réfléchir à un enseignement du strict point de vue de l'organisation des contenus, il s'agit de prendre le point de vue de l'apprentissage : qu'est-il attendu que les étudiants fassent avec les contenus ? Dans quelles circonstances (professionnelles par exemple) seront-ils susceptibles de les utiliser ? Quelles preuves d'apprentissage doivent-ils apporter à la fin de l'enseignement ? Le point de vue est donc tout à fait différent de celui des contenus, mais aussi tout à fait complémentaire.»

### L'effort de recherche d'une synthèse
La perspective d'un enseignement prenant en compte l'apprentissage des étudiants conduit selon Deale à examiner davantage « les compétences que les étudiants devraient avoir acquises en fin de formation. Ce qui implique de s'interroger sur ce que l'enseignement vise en termes d'apprentissage par les étudiants « en plus » de ce qu'il vise en termes de “contenus-matières” à transmettre. Il ne s'agit pas donc de remplacer les “contenus-matières” par les apprentissages ou compétences, mais de préciser les “contenus-matières” à apprendre à l'aide des apprentissages ou compétences. (...) Question intéressante dans la mesure où elle permet par suite de réfléchir à la mise en œuvre des stratégies d'enseignement et de dispositifs d'évaluation (notamment par exemple les examens) qui soient capables de soutenir plus directement l'apprentissage des étudiants.»

### L'ouverture vers de nouvelles méthodes et outils
Denis Berthiaume et Amaury Daele (Université de Lausanne, Centre de soutien à l'enseignement)  proposent d'identifier les savoirs à enseigner en procédant à des décisions pédagogiques selon plusieurs points de vue : sélectionner les contenus, lister les objectifs pédagogiques, ordonnancer la façon dont la matière doit être enseignée (hiérarchie des contenus les uns par rapport aux autres, séquence selon laquelle les différents contenus doivent être abordés.

Pour ce faire, ils proposent l'utilisation de cartes conceptuelles. Méthode initiée par Joseph Novak (1998) et qui se fonde sur le courant du cognitivisme en éducation. Selon ce courant, les connaissances humaines sont structurées en réseaux mentaux et non pas uniquement en listes ou en éléments épars. Selon la psychologie cognitive, la mémoire humaine peut être schématiquement subdivisée en mémoire à court terme et en mémoire à long terme. (ou par analogie avec l'ordinateur : court terme est la mémoire de travail et long terme le disque dur).
- Avec la mémoire à court terme, il est possible de retenir un nombre limité d'éléments que l'on mobilise dans une situation d'action par exemple.
- La mémorisation d'un nombre plus élevé d'éléments et la faculté de leur réutilisation ultérieure dans d'autres circonstances implique l'enregistrement dans la mémoire de long terme. Ce passage au long terme est facilité lorsque les éléments sont reliés entre eux, classés en catégories ou organisés hiérarchiquement.

Selon Berthiaume et Deale, la carte conceptuelle joue le rôle d'un « échafaudage » : Une fois les éléments intégrés dans la pensée et la mémoire à long terme, grâce à la structuration et aux liens présentés, il est possible de retirer «l'échafaudage» facilitateur de la construction de la mémoire. Une fois la carte établie, il est plus aisé de planifier le cours en tenant compte des objectifs pédagogiques et des stratégies de transmission adaptées.
 
Le Projet canadien « Profetic » rassemble plusieurs universités autour de l'exploration du potentiel et des difficultés des cartes conceptuelles .

La conception des cartes conceptuelles doit rester «dynamique» et évoluer en fonction des progrès de la discipline. De nouveaux outils de représentation sont disponibles et méritent d'être utilisés dans cette perspective. Béatrice Pudelko et Josiane Basque ont réalisé en 2005 un « dossier techno-pédagogique » : “Logiciels de construction de cartes de connaissance, des outils pour apprendre” 